# Episodi di Wolff, un poliziotto a Berlino (nona stagione)
Gli episodi della nona serie di "Wolff, un poliziotto a Berlino" sono stati trasmessi per la prima volta in Germania tra il 20 settembre 2000 e il 17 gennaio 2001. In Italia, sono stati trasmessi su Retequattro tra il 21 maggio e il 20 ottobre 2007.
| nº     | Titolo originale              | Titolo italiano      | Prima TV Germania | Prima TV Italia         |
| ------ | ----------------------------- | -------------------- | ----------------- | ----------------------- |
| 1-108  | Tanz mit dem Teufel           | Sfida psicologica    | 20 settembre 2000 | 5 ottobre 2007 - 15,00  |
| 2-109  | Yankee-Bomber                 | Il terrorista yankee | 27 settembre 2000 | 8 ottobre 2007 - 15,00  |
| 3-110  | Väter                         | Padri                | 4 ottobre 2000    | 9 ottobre 2007 - 15,00  |
| 4-111  | Der Tod ist ein Spezialeffekt | Omicidio in diretta  | 18 ottobre 2000   | 10 ottobre 2007 - 15,00 |
| 5-112  | Wolffs Falle                  | Le due sorelle       | 25 ottobre 2000   | 11 ottobre 2007 - 15,00 |
| 6-113  | Die Zecke                     | La zecca             | 1º novembre 2000  | 12 ottobre 2007 - 15,00 |
| 7-114  | Querschläger                  | Il colpo di scena    | 8 novembre 2000   | 15 ottobre 2007 - 15,00 |
| 8-115  | Die Kunst des Tötens          | L'eterna giovinezza  | 15 novembre 2000  | 16 ottobre 2007 - 15,00 |
| 9-116  | Katz & Maus                   | Il gatto e il topo   | 22 novembre 2000  | 17 ottobre 2007 - 15,00 |
| 10-117 | Blutrache                     | Amore oltre la morte | 29 novembre 2000  | 25 maggio 2009 - 15,45  |
| 11-118 | Fahrstunde                    | Lezione di guida     | 6 dicembre 2000   | 18 ottobre 2007 - 15,00 |
| 12-119 | Tag der Abrechnung            | La resa dei conti    | 20 dicembre 2000  | 19 ottobre 2007 - 15,00 |
| 13-120 | Der achte Mord                | L'ottavo omicidio    | 3 gennaio 2001    | 20 ottobre 2007 -15,00  |
| 14-121 | Eindeutig Notwehr             | Un piano diabolico   | 10 gennaio 2001   | 22 maggio 2007 - 15,10  |
| 15-122 | Die Wette                     | La scommessa         | 17 gennaio 2001   | 21 maggio 2007 - 15,00  |